# Treptow (district)

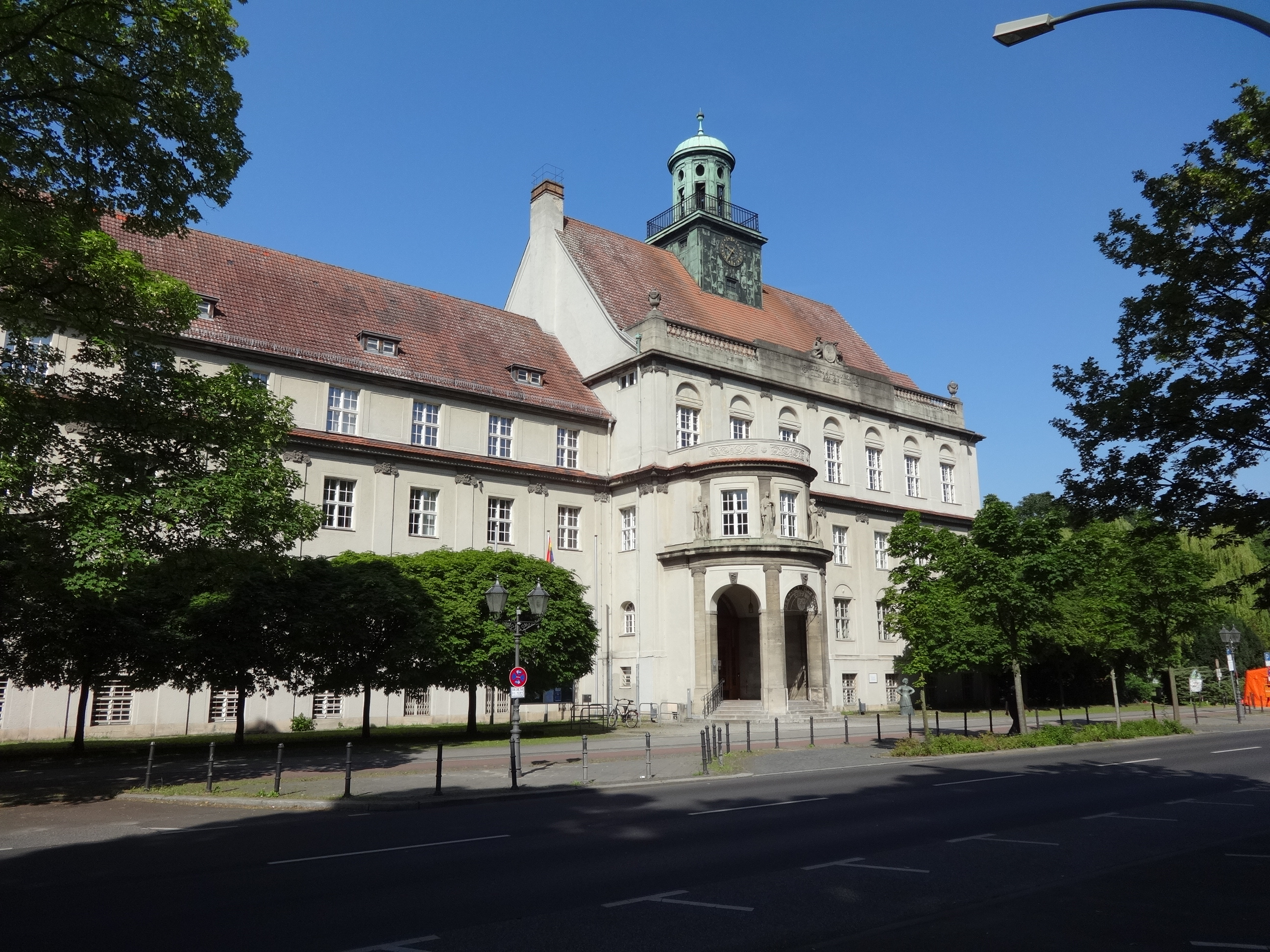
Het voormalige Raadhuis van Treptow

De Bezirk Treptow was een vroeger Berlijns district. Het werd in 1920 opgericht en werd in 2001 met het naburige Bezirk Köpenick, samengevoegd tot het nieuwe district Treptow-Köpenick.
Het district Treptow bestond uit de volgende stadsdelen:
- Adlershof
- Alt-Treptow
- Altglienicke
- Baumschulenweg (sinds  1945), uit delen van  Alt-Treptow
- Johannisthal
- Niederschöneweide
- Oberschöneweide (1920–1938), nadien naar het district Köpenick
- Wuhlheide (1920–1938), nadien naar het district Köpenick
- Bohnsdorf (sinds  1938), van het district Köpenick
- Plänterwald (sinds  1997), uit delen van Alt-Treptow en  Baumschulenweg.